# 行政手続における特定の個人を識別するための番号の利用等に関する法律
行政手続における特定の個人を識別するための番号の利用等に関する法律（ぎょうせいてつづきにおけるとくていのこじんをしきべつするためのばんごうのりようとうにかんするほうりつ、平成25年5月31日法律第27号）は、国民および法人に個人番号、法人番号を割り当て、この利用に関する日本の法律である。通称は、番号利用法（ばんごうりようほう）、番号法（ばんごうほう）、マイナンバー法（マイナンバーほう）。
所管官庁は、2021年（令和3年）9月1日よりデジタル庁国民向けサービスグループである。

## 構成
- 第1章 総則（第1条 - 第6条）
- 第2章 個人番号（第7条 - 第16条）
- 第3章 個人番号カード（第17条・第18条）
- 第4章 特定個人情報の提供
  - 第1節 特定個人情報の提供の制限等（第19条・第20条）
  - 第2節 情報提供ネットワークシステムによる特定個人情報の提供（第21条 - 第25条）
- 第5章 特定個人情報の保護
  - 第1節 特定個人情報保護評価等（第26条 - 第28条の4）
  - 第2節 行政機関個人情報保護法等の特例等（第29条 - 第35条の2）
- 第6章 特定個人情報の取扱いに関する監督等（第36条 - 第41条）
- 第7章 法人番号（第42条 - 第45条）
- 第8章 雑則（第46条 - 第50条）
- 第9章 罰則（第51条 - 第60条）
- 附則

## 経緯
- 2009年（平成21年）
  - 7月27日：当時野党だった民主党がマニフェストで、「所得の把握を確実に行うために、税と社会保障制度共通の番号制度を導入する」[4][5]と公約。
  - 8月30日：この日投票が行われた第45回衆議院議員総選挙で民主党が308議席を獲得。
  - 9月16日：鳩山由紀夫内閣が成立。
  - 12月22日：政府の税制改正大綱で「社会保障・税共通の番号制度導入」が改革の方向性として示される[6]。
- 2011年（平成23年）
  - 1月31日：政府・与党社会保障改革検討本部で「社会保障・税に関わる番号制度についての基本方針」が決定（菅直人内閣）。
  - 6月30日：政府・与党社会保障改革検討本部で「社会保障・税番号大綱」が決定（菅内閣）。
- 2012年（平成24年）
  - 2月14日：野田内閣でマイナンバー関連3法案を閣議決定、第180回国会に提出。この中に「行政手続における特定の個人を識別するための番号の利用等に関する法律案」が含まれている[7]。
  - 11月16日：衆議院解散により廃案。
- 2013年（平成25年）
  - 3月1日：第2次安倍内閣でマイナンバー関連4法案を閣議決定、第183回国会に提出。
  - 5月9日：衆議院本会議で修正案が可決。
  - 5月24日：参議院本会議で可決、成立。
  - 5月31日：公布。
- 2014年（平成26年）
  - 1月1日：特定個人情報保護委員会（のちに個人情報保護委員会）が、内閣府の外局として発足。
  - 3月31日：「行政手続における特定の個人を識別するための番号の利用等に関する法律施行令」公布。
- 2015年（平成27年）
  - 9月3日：「個人情報の保護に関する法律及び行政手続における特定の個人を識別するための番号の利用等に関する法律の一部を改正する法律」（平成27年法律第65号）成立（第3次安倍内閣、第189回国会）。公布は9月9日[8]。
  - 10月5日：施行[9]
- 2021年（令和3年）
  - 5月19日：「デジタル社会の形成を図るための関係法律の整備に関する法律」（令和3年法律第37号）成立（菅義偉内閣、第204回国会）。公布は5月19日[10]。この中で、「行政手続における特定の個人を識別するための番号の利用等に関する法律」も改正。マイナンバーを活用した情報連携の拡大等による行政手続の効率化、マイナンバーカードの利便性の抜本的向上、発行・運営体制の抜本的強化が図られた[11]。
  - 9月1日：施行
- 2023年（令和5年）
  - 6月2日：「行政手続における特定の個人を識別するための番号の利用等に関する法律等の一部を改正する法律」成立（第2次岸田内閣 (改造)、第211回国会）[12]。この中で、「行政手続における特定の個人を識別するための番号の利用等に関する法律」も改正。マイナンバーの利用範囲の拡大、マイナンバーの利用及び情報連携に係る規定の見直し、マイナンバーカードと健康保険証の一体化（マイナ保険証）、マイナンバーカードの普及・利用促進、「氏名の振り仮名」の追加が図られた[13]。
- 2024年（令和6年）
  - 5月31日：参議院本会議（岸田内閣、第213回国会（常会)）で賛成多数で可決成立した。[14]主な内容は、性別表記の削除、スマートフォンでの利用拡大、正確性担保のためのデジタル庁による自治体への機能強化支援等。新カードは2026年導入見込み。

## 問題点

### 行政手続法違反の疑い
本法施行令および本法施行規則は制定時に行政手続法に定める意見公募において同法が定める必要な意見募集期間を設けていない。

### プライバシー保護
番号法は第5条で、地方公共団体にもその制度の運用に対する義務を課している：
（地方公共団体の責務）
第五条　地方公共団体は、基本理念にのっとり、個人番号その他の特定個人情報の取扱いの適正を確保するために必要な措置を講ずるとともに、個人番号及び法人番号の利用に関し、国との連携を図りながら、自主的かつ主体的に、その地域の特性に応じた施策を実施するものとする。
その上、番号法第31条は、番号法における地方公共団体の行う法定受託事務以外のものについても、特定個人情報などの提供の記録の扱いについて、個人情報保護法の特例を定めている。それは別に新たに法典を起こすのではなく、読み替えによる：
（情報提供等の記録についての特例）
第三十一条　行政機関等（みなし独立行政法人等を含む。）が保有し、又は保有しようとする第二十三条第一項及び第二項に規定する記録に記録された特定個人情報に関しては、個人情報保護法第六十九条第二項から第四項まで、第七十条、第八十五条、第八十八条、第九十六条及び第五章第四節第三款の規定（みなし独立行政法人等については、個人情報保護法第八十五条、第八十八条、第九十六条及び第五章第四節第三款の規定）は適用しないものとし、個人情報保護法の他の規定の適用については、次の表の上欄に掲げる個人情報保護法の規定中同表の中欄に掲げる字句は、同表の下欄に掲げる字句とする（表は略）。
この場合、地方公共団体には条例の制定の義務が課せられると解されるが、法の趣旨としては理解できても、実際に行うにあたり、地方公共団体が番号法の想定どおりに対応しなかった場合、国と地方公共団体、あるいは地方公共団体と住民の間（のプライバシーに関する問題）で、行政的あるいは司法的処理のあり方についての、紛争の芽を孕んでいる。

## 引用文献

### ウェブサイト
- “「行政手続における特定の個人を識別するための番号の利用等に関する法律施行令（仮称）案」に関する意見募集（パブリックコメント）の結果について”, 内閣府大臣官房番号制度担当室・内閣官房社会保障改革担当室, (2014(平成26)-04-04)
- “「行政手続における特定の個人を識別するための番号の利用等に関する法律施行規則（仮称）案」に関する意見募集（パブリックコメント）の結果について”, 内閣府大臣官房番号制度担当室・内閣官房社会保障改革担当室, (2014(平成26)-07-05)

### 書籍
- 塩野宏『行政法』 I（第6版）、有斐閣〈行政法総論〉、2015(平成27)-07-25。ISBN 978-4-641-13186-6。
- 高野, 祥一、苅田, 元洋、富山, 由衣、上村, 友和、白戸, 謙一『完全対応 自治体職員のための番号法解説』 実例編：条例整備・特定個人情報保護評価・住民基本台帳事務（第1版）、第一法規、2015(平成27)-09-20。ISBN 978-4-474-05216-1。

- 宇賀克也『マイナンバー法の逐条解説』有斐閣、2022(令和4)-06。ISBN 978-4-641-22832-0。

### 雑誌
- 水町雅子「番号法により地方公共団体に求められる義務（下）」『住民行政の窓』第388号、2013(平成25)、30 -。